# Station Wygoda
Station Wygoda is een spoorwegstation in de Poolse plaats Wygoda.